# Arjunwad, Hukeri
Arjunwad là một làng thuộc tehsil Hukeri, huyện Belgaum, bang Karnataka, Ấn Độ.